# Teerose

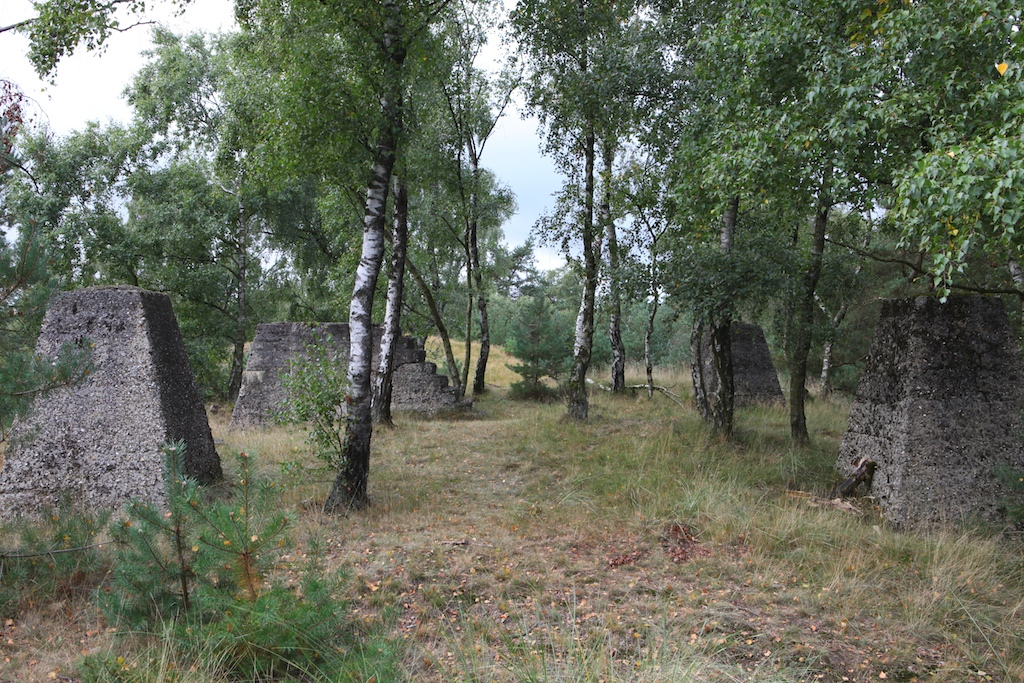
Overblijfselen van Teerose II

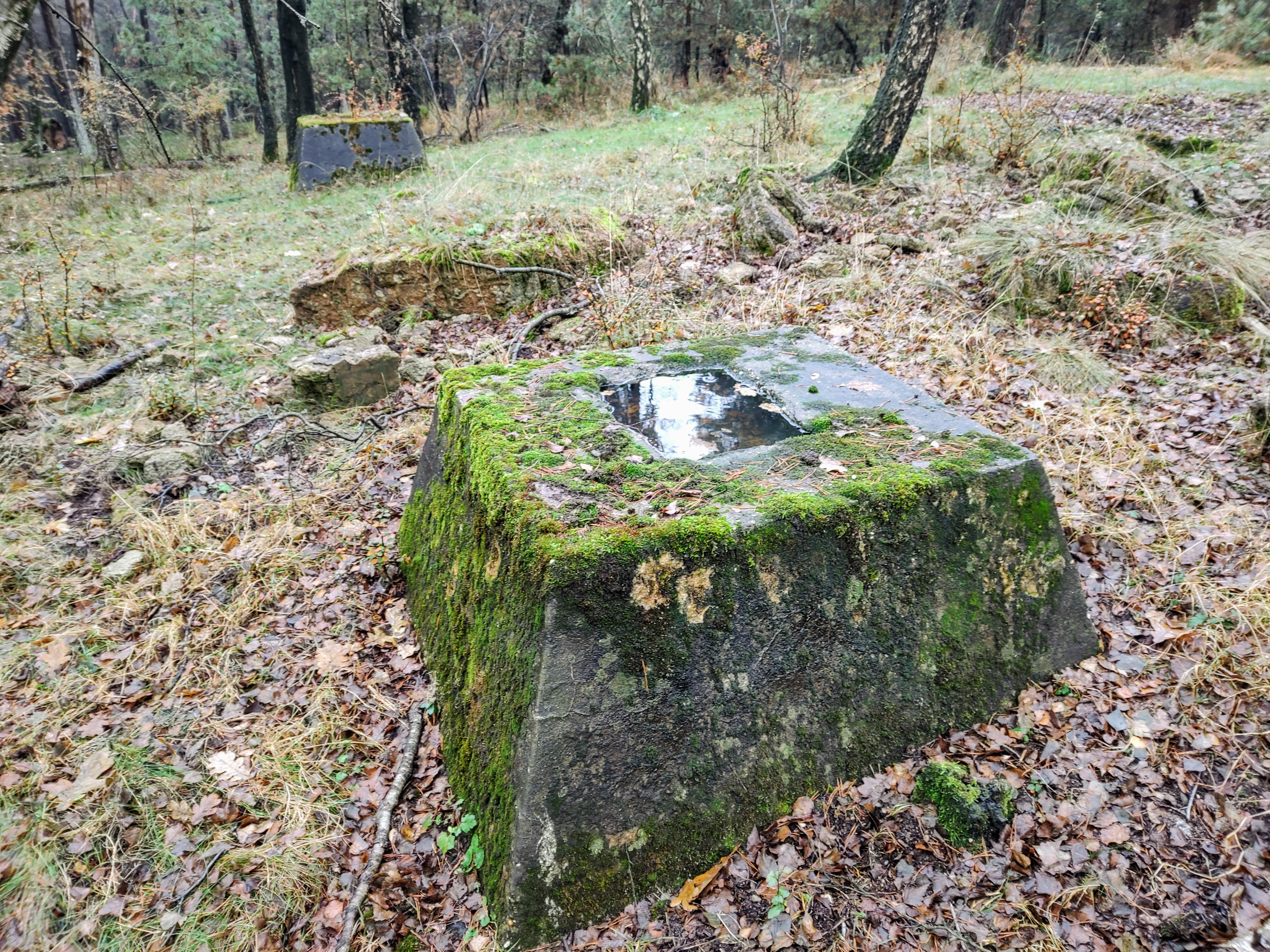
Overblijfselen meest westelijke peiltoren van Teerose II

Teerose is de naam van een drietal Duitse radiopeilstations uit de Tweede Wereldoorlog, gelegen ten noordoosten van Arnhem in de Nederlandse provincie Gelderland. De stations gebruikten een nieuwe methode, de zogenaamde Y-peil methode, waarmee de locatie van de eigen jachtvliegtuigen kon worden bepaald terwijl tegelijkertijd met het gepeilde vliegtuig (gesproken) radiocommunicatie mogelijk was.
Het was de gewoonte van de Luftwaffe peilstations een codenaam te geven met dezelfde beginletter als de plaats waar het station lag: in dit geval het gehucht Terlet.
De stations lagen dicht bij de toenmalige Fliegerhorst Deelen en de commandobunker Diogenes, op drie heuvels van ruim honderd meter hoogte. De meeste installaties werden na de oorlog ontmanteld, er zijn vooral nog betonnen fundamenten van terug te vinden.

## Teerose I, II en III
Teerose IDit eerste station was operationeel vanaf juni 1942. Het was gelegen op en rond de 102 meter hoge Galgenberg bij Terlet, op het huidige zweefvliegterrein Terlet in de gemeente Arnhem. Oorspronkelijk heette het Teerose, de toevoeging 'I' kreeg het toen Teerose II gebouwd werd. Het voormalige administratiegebouw (Schreibstube) is nog aanwezig. In Teerose I waren ongeveer 120 mannen en vrouwen van de Luftwaffe gelegerd.
Teerose IIHet tweede station was gelegen in de gemeente Rheden, ten zuiden van de Rheder- en Worth-Rheder heide, nabij Signaal Imbosch, een 110 meter hoge heuvel, het hoogste punt van de Veluwe. In dit vrij uitgestrekte gebied waren ongeveer 125 mannen en vrouwen gelegerd in meerdere barakken waarvan nog wat puinresten terug te vinden zijn. Dit werd in de omgeving ook wel het 'Duitse dorp' genoemd. Op diverse plekken in het gebied resteren nog betonnen sokkels van peiltorens.
'Teerose III'Dit is een niet-officiële aanduiding, het betreft dan ook geen operationele stelling. TIII was kleiner dan Teerose I en II, en werd ook niet bemand door de Ln-dienst van de Luftwaffe. Waarschijnlijk betreft het een test-/ontwikkellocatie van 'Y-Arnheim' onder leiding van de heren Schaeder en Fricke, waar apparatuur werd ontwikkeld en getest ten behoeve van het destijds nieuwe Y-systeem. TIII was gelegen in de gemeente Rozendaal, op de Possenberg, precies tussen T1 enT2 in, een terrein bij de noordoostpunt van de Terletse heide. Het hoogste punt is hier 103 meter. Tussen de vier resterende sokkels is een P2000-mast gebouwd. Verder zijn in het bos nog wat puin- en metaalresten waarneembaar.

## Diogenes
De verzamelde gegevens van de radiopeilstations werden naar de commandobunker Diogenes ten noordoosten van Arnhem gestuurd, die nu gebruikt wordt door onder meer het Gelders Archief.